# Embraer Legacy 600
L'Embraer Legacy 600 è un business jet usato per voli a medio raggio. L'aereo è caratterizzato da ali lunghe e sottili con winglet in posizione bassa; ha una coppia di turbofan Rolls-Royce AE 3007 montati nella sezione di coda della fusoliera e un'ampia deriva verticale a T con ampi piani orizzontali.

## Storia
Embraer ha derivato il proprio business jet dalla famiglia di velivoli regionali ERJ 145; più precisamente dalla versione accorciata ERJ 135 con alcune modifiche come le winglet e l'aggiunta di un serbatoio supplementare.
Il Legacy è stato lanciato sul mercato durante il salone aeronautico di Farnborough nel 2000 come concorrente al Challenger di Bombardier. Il prototipo effettuò il suo primo volo nel 2001. Il prezzo unitario di questo aereo è di circa 20 milioni di dollari.

## Utilizzatori
Ecuador
- Fuerza Aérea Ecuatoriana

1 ERJ-135BJ Legacy 600 consegnato ed in servizio al luglio 2019.
 Honduras
- Fuerza Aérea Hondureña

1 EMB135BJ Legacy 600 consegnato ed in servizio all'agosto 2021.

## Incidenti
Il 23 agosto 2023, un Legacy 600, marche RA-02765 di proprietà del leader e fondatore del gruppo Wagner, Evgenij Prigožin precipita nei cieli tra Mosca e San Pietroburgo, a circa 300 chilometri dalla capitale russa. Tutti e 10 i passeggeri a bordo muoiono nello schianto. Le cause dello schianto sono ancora atto di investigazione.